# ラヴ・ユー・トゥ
「ラヴ・ユー・トゥ」（Love You To）は、ビートルズの楽曲である。1966年に発売された7作目のイギリス盤公式オリジナル・アルバム『リボルバー』に収録された。作詞作曲はジョージ・ハリスンで、タブラやシタールといったインドの楽器が使用されており、前年に発表された「ノルウェーの森」でシタールを使用して以降の作品で、ビートルズで初めてインドの伝統音楽の影響を完全に受けた楽曲となった。リリースされた音源においては、ハリスンとリンゴ・スターのみが演奏に参加しており、外部ミュージシャンとしてインドのミュージシャンが参加している。
楽曲発表後、ロニー・モントローズ、ボンウォーター、ジム・ジェイムズ、コーナーショップらによってカバーされた。

## 背景
ハリスンは、映画『ヘルプ!4人はアイドル』の撮影中にシタールを偶然見つけ、1965年に発表されたアルバム『ラバー・ソウル』に収録されたジョン・レノン作の「ノルウェーの森」でシタールを演奏した。同作に収録されたハリスン作の「恋をするなら」でも、メロディーやドローン効果などインドの伝統音楽の影響が見られた。「ラヴ・ユー・トゥ」は、ハリスンがシタールのために書いた楽曲で、ビートルズでは初となるインドの打楽器であるタブラを取り入れた楽曲となっている。
ハリスンは、1966年初頭に「ラヴ・ユー・トゥ」を書いた。前年までは主演映画の制作を行なっていたが、この年は映画の企画がまとまらなかったことから空き時間ができたため、ハリスンはインドの伝統音楽やシタールへの関心を深めていった。ジャーナリストのモーリーン・クリーブは、その当時に発表した記事の中で「ハリスンは人生について新しい意味をもたらした」と書いている。アルバム『リボルバー』発売後にハリスンは、当時の妻であるパティ・ボイドと共にインドに渡り、インドのシタール奏者で作曲家のラヴィ・シャンカルに弟子入りし、インド楽器やインド哲学に傾倒することとなった
楽曲制作時にハリスンは新曲に対してタイトルを付けていなかったため、『リボルバー』のレコーディング・セッションを開始した時期に、レコーディング・エンジニアであるジェフ・エメリックによって林檎の品種名から採られた「Granny Smith」という仮タイトルが付けられ、1966年6月22日にレコーディング・セッションが完了するまでこのタイトルが使用された。本作はハリスンがLSDの服用したときに体験した出来事から部分的にインスピレーションを得ていて、インドの哲学などへの関心を深めるきっかけになったものとされている。
歌詞は、命の儚さに相対するかたちで人生を肯定そして称賛するもので、1日中性交することを煽るような内容となっている。その一方で、ハリスンの作品でも見られるような皮肉を交えたものとなっており、「There's people standing round / Who'll screw you in the ground / They'll fill you in with all their sins, you'll see（周りにいる誰かが / 君を押し倒し / やがて、やつらは君をあらゆる罪で満たすつもりだ）」とも歌われている。

## レコーディング
「ラヴ・ユー・トゥ」は、『リボルバー』のためのセッションにおいて「トゥモロー・ネバー・ノウズ」、「ゴット・トゥ・ゲット・ユー・イントゥ・マイ・ライフ」に次いで3曲目にレコーディングされた楽曲。ロバート・ロドリゲスは、これら3曲について、「アルバム全体で暗示しているインドの影響を明確にしたもの」と語っている。セッション序盤にシングルとして発売された「ペイパーバック・ライター」や「レイン」と同様にドローン効果が用いられている。
本作のベーシック・トラックは、1966年4月11日にEMIレコーディング・スタジオでベーシック・トラックでレコーディングされた。ビートルズの歴史学者であるマーク・ルイソンによると、最初にハリスンのアコースティック・ギターとボーカル、ポール・マッカートニーのバッキング・コーラスという編成で3テイク録音され、最終テイクとなるテイク3にハリスンはシタールを加えた。その後、ハリスンがパトリシア・アンガディを通じて招いた外部ミュージシャンのアニル・バグワットがセッションに加わり、午後8時にレコーディング・セッションが再会された。このほか、タンブーラ奏者やシタール奏者も招かれた。
本作は、シタールとタブラの相互作用が特徴となっていて、バグワットは「ジョージは私に自身が望むものを伝えてくれて、私はジョージと一緒にタブラのチューニングを行なった。ジョージは私が即興で演奏することについて、ラヴィ・シャンカルのような16ビートで演奏することを条件に許してくれた」と振り返っている。幾度となくリハーサルを行なったあと、ハリスンとバグワットは同日の最初に録音されたボーカルとギターのみの演奏に対してシタールとタブラのパートを録音した。
レコーディングされたテイクの中でテイク6がベストとされ、4月13日にリダクション・ミックスを行い、空きトラックを作成した。これがテイク7となり、ハリスンのもう1つのボーカル・パートとリンゴ・スターのタンバリンを加えられた。この時にマッカートニーは「They'll fill you in with all their sins, you'll see（自分たちの罪を全部なすりつけるつもりなんだ）」というフレーズで、高音のハーモニー・ボーカルを加えたが、最終ミックスでこのパートは消去された。その後、ハリスンは、ファズを効かせたリードギターを加えた。
なお、本作におけるメインとなるシタールのパートの演奏者については意見が分かれており、イアン・マクドナルドは「ハリスンではなく、エイジアン・ミュージック・サークルのミュージシャンによるもの」とし、ウォルター・エヴェレットやピーター・ラヴェッツォーリは、ハリスンをレコーディングにおける主なシタール奏者として挙げている。
1966年6月21日に最終的なミキシング作業が行なわれた。

## リリース・評価
イギリスでは、7月にEMIがアルバム『リボルバー』の収録曲を各ラジオ局に配信していた。アルバム『リボルバー』は、1966年8月5日にパーロフォンから発売され、「ラヴ・ユー・トゥ」はA面4曲目に収録された。
音楽ジャーナリストのピーター・ドゲットは、本作について「アルバム『リボルバー』に収録された感動的なポップ・チューンと並んで驚異的に聴こえた」と評し、マーク・ハーツガードは「『ラヴ・ユー・トゥ』について、ほとんどの人の興味を惹いたのは、エキゾチックなリズムトラックだ。煌めくハープのような音が下降するオープニングのフレーズは、インド音楽に対して抵抗感を持つ人々すらも惹きつけた。歌詞では、東洋の神秘主義と実用主義、そして西洋の若者文化の快楽主義を融合させている」と評している。また、ニコラス・シャフナーは1977年に出版した著書の中で、「シタールとシャンカーの音楽を擁護したことから、ハリスンは西洋のミュージシャンから『ラーガ・ロックのマハラジャ』と見なされるようになった」と書いている。
1968年に公開されたビートルズのアニメーション映画『イエロー・サブマリン』では、ハリスンの初登場シーンで本作のイントロが使用された。このため、1999年に発売された『イエロー・サブマリン 〜ソングトラック〜』には、リミックスが施された音源が収録された。

## クレジット
※出典
- ジョージ・ハリスン - リード・ボーカル、バッキング・ボーカル、シタール、リズムギター、ファズを効かせたリードギター[44]
- リンゴ・スター - タンバリン
- アニル・バグワット - タブラ
- 演奏者不明 - タンブーラ（英語版）

## カバー・バージョン
- ロニー・モントローズ - 1986年に発売されたアルバム『Territory』に収録[45]。
- ボンウォーター（英語版） - 1988年に発売されたアルバム『Double Bummer』に収録[46]。
- ジム・ジェイムズ（英語版） - 2009年に発売されたトリビュート・アルバム『Tribute To』に収録[47]。
- コーナーショップ - 2012年に発売されたオムニバス盤『Yellow Submarine Resurfaces』に収録[48][49]。